# Michael Hicks
Michael Hicks, född 17 juni 1983, är en amerikansk-polsk basketspelare. 
Hicks deltog vid olympiska sommarspelen 2020 och var en del av Polens lag som blev utslagna i gruppspelet i tremannabasket.